# Konsolidation (Bodenmechanik)
Konsolidation (auch: Konsolidierung) bezeichnet in der Bodenmechanik die zeitlich verzögerte Zusammendrückung des Bodens infolge einer Lasterhöhung. Ursache ist die behinderte Fließbewegung des Porenwassers, das im Zuge der Verdichtung ausgepresst wird. Daher hängt der Konsolidierungsprozess in Bezug auf Setzung und Zeitverlauf von der Kompressibilität und Durchlässigkeit des Bodens ab.

## Vorgang der Konsolidierung
Die Verdichtung von Böden erfolgt im Wesentlichen durch Zusammendrücken der Poren. Sind sie mit Wasser gefüllt, so kann aufgrund der Inkompressibilität des Wassers eine Verdichtung nur durch Auspressen von Porenwasser erreicht werden.
Ist die Wasserbewegung aufgrund geringer Durchlässigkeit und langer Entwässerungspfade behindert, so wird die Lasterhöhung zunächst nur vom Porenwasser aufgenommen – es gerät unter Überdruck. Mit Abfließen des Porenwassers wird dieser Überdruck allmählich auf das Korngerüst übertragen, welches sich dann so weit verdichtet, bis es die Lasterhöhung gerade aufnehmen kann.
Dieser Prozess kann mit einem Federsystem veranschaulicht werden:
1. Der Behälter ist mit Wasser gefüllt, die einzige Öffnung verschlossen, die Platte unbelastet und die Feder damit entspannt. Dies entspricht einem unbelasteten Boden, dessen Poren mit Wasser gefüllt sind.
2. Eine Last wird auf die Platte aufgebracht, die Öffnung ist aber weiterhin verschlossen. Dies entspricht einem belasteten Boden, dessen Entwässerung behindert ist. Das Porenwasser steht unter Überdruck und nimmt die Last auf.
3. Die Öffnung wird geöffnet, sodass das Wasser langsam aus dem Behälter gepresst werden kann. Die Last wird mehr und mehr von der Feder aufgenommen. Dieser Vorgang wird als Konsolidierung bezeichnet. Im Boden geschieht ebenfalls diese langsame Entwässerung, und das Korngerüst beginnt die Last aufzunehmen.
4. Nach einer gewissen Zeit wurde so viel Wasser aus dem Behälter gepresst, dass die Feder gerade eben die Last alleine trägt. Analog ist dies das Ende der Konsolidierung eines Bodens. Das Korngerüst trägt die Last, und das Porenwasser ist entspannt.

Die Dauer des Porenwasser-Druckausgleichs ist theoretisch unendlich, da seine Rate asymptotisch gegen Null geht. Praktisch legt man als Konsolidierungszeit denjenigen Zeitraum fest, nach dem gerade 98 % des Porenwasserdrucks ausgeglichen sind.
Der Konsolidierungsbeiwert ergibt sich aus dem Quadrat der Entwässerungslänge bezogen auf die Konsolidierungszeit und ist eine Bodenkonstante. Gemäß diesen Festlegungen hat die Höhe des Porenwasserdrucks also keinen Einfluss auf die Konsolidierungszeit.

### Negative Konsolidation
Bei Lasterniedrigung wird der umgekehrte Prozess durchlaufen, auch negative Konsolidation genannt: Das Porenwasser gerät unter Unterdruck, wodurch umgebendes Wasser zeitlich verzögert in die Probe gesaugt wird. Dadurch geht der Unterdruck allmählich zurück, das Korngerüst wird entlastet und lockert sich etwas auf.

## Unter-, Normal- und Überkonsolidierte Böden
Da eine bemerkenswerte Fließbehinderung des Porenwassers lediglich bei feinkörnigen Böden auftritt, ist der Begriff der Konsolidation nur bei bindigen Böden anwendbar. Diese werden unterschieden in:
- den unterkonsolidierten Fall (UC): das Korngerüst hat sich noch nicht so weit verdichtet, wie für die Aufnahme der Lasterhöhung erforderlich, d. h., es muss noch weiteres Porenwasser ausgepresst werden (entspricht Bild 3 oben).
- den normalkonsolidierten Fall (NC): das Korngerüst ist gerade so weit verdichtet, wie für die Aufnahme der Lasterhöhung erforderlich (entspricht Bild 4 oben).
- den überkonsolidierten Fall (OC): das Korngerüst ist durch eine vormals größere Belastung dichter als für die momentane Belastung erforderlich.

In den beiden letztgenannten Fällen (NC und OC) findet also keine Wasserbewegung statt. Beim Übergang von OC nach NC läuft dagegen die negative Konsolidation ab.
Bei unter- und normalkonsolidierten Böden ist die Scherfestigkeit proportional zum Korngerüstdruck (und damit zur Dichte), d. h. der Reibungswinkel ist konstant und der Boden kohäsionslos.
Überkonsolidierte Böden haben bei gleichem Korngerüstdruck zunächst eine höhere Scherfestigkeit, welche auf der Tendenz zur Auflockerung dichter Korngerüste bei Scherung (Dilatanz) beruht. Noch vorhandenes Porenwasser verzögert diesen Prozess, da es durch die mit der Auflockerung verbundene Vergrößerung des Porenvolumens unter Unterdruck gerät, der das Korngerüst gegenüber Scher- und Zugbeanspruchungen stabilisiert. Gebräuchliche Schergesetze beschreiben diesen Sachverhalt
- durch Ansatz der (fiktiven) Kohäsion und einen (fiktiven und im Vergleich zum NC-Fall kleineren) Reibungswinkel oder
- durch Ansatz eines (ebenfalls fiktiven und im Vergleich zum NC-Fall größeren) Reibungswinkel.

Mit zunehmender Scherung geht die Tendenz zur Auflockerung verloren, und die OC-Scherfestigkeit auf den Wert bei NC zurück.

### Over consolidation ratio
Bei einem normal konsolidierten Boden ist die maximale effektive Vertikalspannung gleich der aktuellen effektiven Vertikalspannung. Ein überkonsolidierter Boden hat in der Vergangenheit größere Spannungen als aktuell vorhanden erfahren, z. B. die Auflast aus abgeschmolzenem Inlandeis. Der Überkonsolidierungsgrad OCR (over consolidation ratio) stellt das Ausmaß dieser Überkonsolidierung dar:
{\displaystyle \mathrm {OCR} ={\frac {\sigma _{vert,max-verg}}{\sigma _{vert,akt}}}}
mit
- der maximalen Vertikalspannung {\displaystyle \sigma _{vert,max-verg}} in der Vergangenheit
- der aktuellen Vertikalspannung {\displaystyle \sigma _{vert,akt}}.

Bei normalkonsolidierten Böden ist OCR = 1. OCR < 1 zeigt unterkonsolidierte und OCR > 1 überkonsolidierte Böden an. 
Oft ist die maximale Spannung in der Vergangenheit unbekannt; es gibt aber Laborversuche von Casagrande, die das Kompressionsverhalten normal- und überkonsolidierter Böden vergleichen.
Die Überkonsolidation hat großen Einfluss auf die Scherfestigkeit bindiger Böden. Durch die Vorbelastung erhalten nichtbindige Böden zusätzlich zu den Reibungskräften eine Kohäsion. In der Natur entsteht durch die Überkonsolidation oft eine harte Kruste, in der die Scherfestigkeit größer ist als im normal konsolidierten Boden darunter. Überkonsolidierte Böden sind in der Regel auch steifer und setzungsärmer.
Auch der Erdruhedruckbeiwert, also das Verhältnis von Horizontal- zu Vertikalspannungen, hängt von der OCR ab. Dies hat weitreichende Konsequenzen für die Erddruckermittlung und die Bemessung von Bauwerken.